# Кеттлмен-Сіті (Каліфорнія)
Кеттлмен-Сіті (англ. Kettleman City) — переписна місцевість (CDP) в США, в окрузі Кінгс штату Каліфорнія. Населення — 1242 особи (2020).

## Географія
Кеттлмен-Сіті розташований за координатами 36°0′32″ пн. ш. 119°57′46″ зх. д. / 36.00889° пн. ш. 119.96278° зх. д. (36.008986, -119.962852).  За даними Бюро перепису населення США в 2010 році переписна місцевість мала площу 0,55 км², уся площа — суходіл.

## Демографія
Згідно з переписом 2010 року, у переписній місцевості мешкало 1439 осіб у 350 домогосподарствах у складі 300 родин. Густота населення становила 2633 особи/км².  Було 367 помешкань (672/км²).
Расовий склад населення:
| - 33,2 % — білих - 0,6 % — корінних американців - 0,3 % — чорних або афроамериканців - 0,1 % — азіатів - 61,6 % — осіб інших рас |

До двох чи більше рас належало 4,2 %. Частка іспаномовних становила 96,1 % від усіх жителів.
За віковим діапазоном населення розподілялося таким чином: 38,4 % — особи молодші 18 років, 56,1 % — особи у віці 18—64 років, 5,5 % — особи у віці 65 років та старші. Медіана віку мешканця становила 25,5 року. На 100 осіб жіночої статі у переписній місцевості припадало 105,0 чоловіків;  на 100 жінок у віці від 18 років та старших — 106,0 чоловіків також старших 18 років.
Середній дохід на одне домашнє господарство  становив 52 444 долари США (медіана — 34 286), а середній дохід на одну сім'ю — 53 556 доларів (медіана — 33 750). За межею бідності перебувало 27,6 % осіб, у тому числі 39,0 % дітей у віці до 18 років та 0,0 % осіб у віці 65 років та старших.
Цивільне працевлаштоване населення становило 765 осіб. Основні галузі зайнятості: сільське господарство, лісництво, риболовля — 71,1 %, освіта, охорона здоров'я та соціальна допомога — 11,5 %, роздрібна торгівля — 5,6 %, мистецтво, розваги та відпочинок — 5,4 %.